# یوشینوری شیگماتسو
یوشینوری شیگماتسو (به انگلیسی: Yoshinori Shigematsu) بازیکن فوتبال اهل ژاپن و عضو تیم ملی فوتبال ژاپن است که در تاریخ ۱۹۵۸ مه ۲۸ میلادی اولین بازی ملی‌اش را انجام داد. او در ۱ بازی ملی حضور داشت و آخرین بازی ملی خود را در تاریخ ۲۸ مه ۱۹۵۸ میلادی انجام داد. یوشینوری شیگماتسو در بازی‌های ملی‌اش
گلی به ثمر نرساند.